# Lego (igračke)
Lego je vrsta igračke koja se sastoji od malih plastičnih dijelova koji se mogu spojiti i napraviti od njih razne predmete. Dijelovi se jednostavno spajaju i odvajaju (ne koriste se ljepilo, škare i sl.) što doprinosi brzini montaže. Dijelovi su izrađeni od izdržljivih materijala, tako da igranje može trajati godinama. Kod Lego kockica nije potrebno nikakvo tehničko umijeće.
Lego kockice jedna su od najpopularnijih igračaka za djecu i odrasle. Lego kocke se koriste ne samo kod kuće, već i u školama i vrtićima za razvoj i logiku. Ljubitelji lego kocki iz cijelog svijeta dolaze se upoznati i razgovarati o lego kockama.
Lego grupa je počela u radionici Ole Kirka Christiansena (1891. – 1958.), stolara iz Bilunda u Danskoj, koji je počeo raditi drvene igračke 1932. godine. Godine 1934, njegova kompanija zvala se „Lego”, izvedeno iz danske fraze „leg godt”, što znači „dobro se igraj”. Godine 1947., Lego se proširio i počeo proizvoditi plastične igračke. Godine 1949., Lego je počeo proizvoditi, između ostalih novih proizvoda, ranu verziju sada već poznatih međusobno povezanih kockica, nazvavši ih „automatske kocke za vezivanje“. Ove kockice su bile zasnovane na Kidkraftovim samozaključavajućim blokovima, koji su patentirane u Ujedinjenom Kraljevstvu 1939. godine i objavljene 1947. Lego je dobio uzorak Kidkraft kockica od dobavljača stroja za brizganje koju su kupili. Kocke, prvobitno proizvedene od celuloznog acetata, bile su unapređenje tradicionalnih drvenih blokova koji su se mogli slagati u to vrijeme.

## Galerija
- Lego kocke
- Lego kocke u osnovnim bojama
- Lego Duplo
- Igra s lego kockama